# Herb Abrams
Herb Charles Abrams (9 de julio de 1955-23 de julio de 1996) fue un promotor de lucha libre profesional estadounidense, conocido por fundar su versión de la Universal Wrestling Federation (la cual no tiene ninguna relación con la empresa del mismo nombre del promotor Bill Watts o la fundada en Japòn por Akira Maeda).

## Carrera
Abrams empezó como un hombre de negocios en California, siendo el dueño de una cadena de ropa para mujeres de tallas grandes llamada I'm a Big Girl Now. También fue Jefe de Comité de los Constructores de la Educación Judía (Builders of Jewish Education o BJE) en 1984.
Abrams, un ávido fanático de la lucha libre profesional durante casi toda su vida, fundó su versión de la Universal Wrestling Federation (UWF) en 1990, recibiendo 1 millón de dólares de SportsChannel America para producir el programa semanal de televisión UWF Fury Hour. En agosto de 1990, durante una conferencia de prensa anunciando el lanzamiento de la UWF, le preguntaron a Abrams cómo esperaba tener éxito en el negocio de la lucha libre sin experiencia previa. Abrams respondió: "Lo que ellos buscan, que yo tengo, es el brillo de Hollywood". Abrams realizó sus primeras grabaciones de televisión en el Reseda Country Club en Reseda, California ese invierno; los dueños del local posteriormente demandarían a Abrams por dinero que él les debía. Abrams pronto obtuvo una reputación por crónicamente ser incapaz de pagar a los dueños de los locales, e incluso a sus propios luchadores.
Como el booker jefe de la UWF (comparable con un escritor jefe o productor ejecutivo, en la industria de la televisión), además de ser su dueño, Abrams fue frecuentemente criticado por sus historias inconsistentes, y luchas que frecuentemente carecían de finales con victorias limpias. Para los primeros 11 episodios de Fury Hour, Abrams hizo un triple deber como presentador en pantalla, junto a Bruno Sammartino, para lo cual los lectores del Wrestling Observer Newsletter lo votaron como el Peor Anunciador de Televisión de 1990. Antes de obtener esa dudosa distinción, Abrams utilizó a un jobber en Fury Hour llamado "Davey Meltzer" -- un obvio ataque al periodista Dave Meltzer, quien es el editor-en-jefe y publicador del Wrestling Observer Newsletter. Abrams fue reemplazado en los comentarios por Craig DeGeorge, pero siguió siendo entrevistador.
Después de que el contrato de la UWF con SportsChannel America expirara sin extensión en septiembre de 1991, la fecha de los eventos en vivo de Abrams pasó de regular a esporádico. En 1994, tras salir de un divorcio, Abrams hizo un gran intento final para hacer un impacto en la lucha libre profesional: promover UWF Blackjack Brawl en Las Vegas, Nevada. El evento se emitió en vivo via SportsChannel America, y fue un fracaso tanto crítico como comercial. Abrams se mudó a Ciudad de Nueva York poco después para cuidar de su madre, y nunca más volvió a promover otro evento de la UWF.

## Muerte
Abrams murió en julio de 1996 en St. Vincent's Hospital en Manhattan, Nueva York de un ataque cardíaco -- mientras estaba en custodia policiaca. Antes de su muerte, la policía encontró a Abrams desnudo y cubierto en aceite para bebé en una oficina en Manhattan, destruyendo muebles con un bate de béisbol. La autopsia de Abrams mostró que él tenía cocaína y valium en su sistema cuando él murió.
La exnovia de Abrams dijo que durante los últimos años de su vida, él había experimentado paranoia cuando estaba drogado con cocaína. Supuestamente, Abrams le debía dinero a varias personas e insistía en destruir muebles para encontrar "artefactos molestos" inexistentes los cuales él creía que secretamente lo grababan.
Abrams fue enterrado en el New Montefiore Cemetery en West Babylon, Nueva York.

## Campeonatos y logros
- Wrestling Observer Newsletter
  - Peor anunciador de televisión (1990)